# Бажанов, Василий Борисович
Василий Борисович Бажанов (7 (19) марта 1800, село Миротины, Алексинский уезд, Тульская губерния — 31 июля (12 августа) 1883, Санкт-Петербург) — священнослужитель Православной российской церкви, протопресвитер, императорский духовник, богослов.

## Биография
В 1819 году окончил Тульскую духовную семинарию, поступил в Санкт-Петербургскую духовную академию, которую окончил в 1823 году со степенью магистра. Поле окончания академии по 1829 год преподавал в ней английский и немецкий языки.
4 февраля 1826 года был рукоположен во иерея и был законоучителем во 2-м кадетском корпусе и дворянском полку. С 1827 года служил в церкви Санкт-Петербургского университета.
Преподавал Закон Божий в ряде учебных заведений (Санкт-Петербургский университет, Благородный пансион (1-я петербургская гимназия), Высшее училище (2-я петербургская гимназия), Главный педагогический институт). Лекции Василия Бажанова в университете и
в 1-й петербургской гимназии имели широкую известность; его уроки в гимназии дважды посетил император Николай I (в 1834 и 1835 годах).
1 февраля 1835 года отца Василия назначили служить в малой церкви Зимнего дворца, а на следующий день назначили духовником и преподавателем Закона Божия наследнику престола — великому князю Александру Николаевичу. Для великого князя им было написано сочинение «Об обязанностях христианина», ставшее впоследствии пособием для преподавания нравственного богословия как в духовных, так и светских учебных заведениях. 11 апреля 1835 года Василий Бажанов был возведён в сан протоиерея.
5 декабря 1848 года Василий Бажанов был назначен духовником императора Николая I, а 12 декабря — протопресвитером придворного собора Зимнего дворца и московского Благовещенского собора. 3 апреля 1849 года протопресвитер Василий Бажанов стал членом Святейшего Синода и обер-священником Главного штаба, гвардейского и гренадерского корпусов (с 13 октября 1858 года его должность стала называться — главный священник гвардии и гренадер). После смерти императора Николая I Василий Бажанов стал духовником императора Александра II, а позднее Александра III.
Василий Бажанов в рамках учреждённого в 1862 году Присутствия по делам православного белого духовенства поддерживал преобразования, имевшие целью расширение прав и повышение значения белого духовенства. Принимал участие в проводимой Синодом работе по переводу Священного Писания на русский язык (Синодальный перевод). С 1836 года был действительным, а с 1844 года — почётным членом Императорской академии наук. 18 августа 1837 года получил степень доктора богословия. В 1856 году стал почётным членом Санкт-Петербургского университета. 20.02.1869 жалован дипломом на потомственное дворянское достоинство.
Занимался благотворительной деятельностью:
- по инициативе отца Василия была открыта Николаевская богадельня для престарелых священнослужителей военного ведомства, их вдов и сирот;
- в Тульской семинарии, где Василий Бажанов учился, на проценты от пожертвованного им капитала в 1878 году были учреждены две стипендии его имени;
- в своём родном селе Миротины на собственные средства отец Василий построил храм и школу.

Василий Бажанов скончался 31 июля 1883 года. Был похоронен в фамильном склепе на Тихвинском кладбище Александро-Невской лавры. Могила не сохранилась.

## Труды

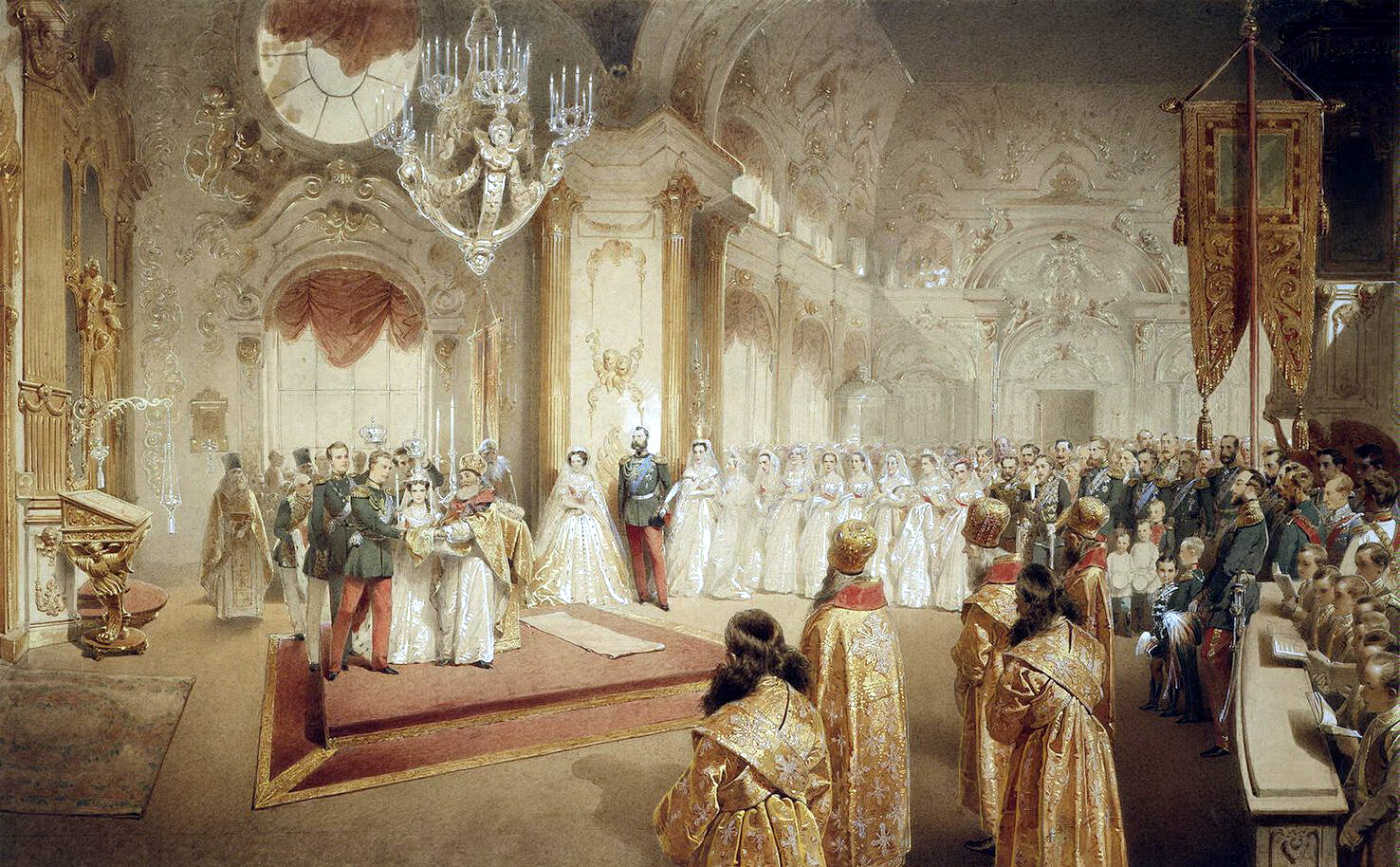
Свадьба великого князя Александра Александровича и великой княгини Марии Федоровны. Слева: протопресвитор Бажанов совершает акт венчания

- Слова в день Знамения Пресвятой Богородицы, говоренные в Александро-Невской лавре Санкт-Петербургской Духовной Академии. СПб., 1825;
- Поучительные слова и речи. СПб., 1831;
- Поучительные слова и речи. [2] 2-е изд., СПб., 1837;
- Об обязанностях христианина. СПб., 1839;
- Две речи к ее высочеству принцессе Марии Гессен-Дармштатской, высоконареченной невесте его императорского высочества государя наследника, цесаревича и великого князя Александра Николаевича, произнесенные придворным протоиереем В. Бажановым. СПб., 1840;
- Речь к ее императорскому высочеству, государыне великой княжне Марии Александровне, на кануне бракосочетания ее императорского высочества с его императорским высочеством, государем наследником, цесаревичем и великим князем Александром Николаевичем, произнесенная, на немецком языке, придворным протоиереем В. Бажановым, 15 апреля. СПб., 1841;
- Слова и речи. 3-е изд., СПб., 1858;
- Обязанности государя. СПб., 1859;
- Беседа с государем наследником, цесаревичем, великим князем Николаем Александровичем протопресвитера В. Бажанова на кануне совершеннолетия его императорского высочества, 7-го сентября 1859 года. СПб., 1859;
- Речи пророка Иеремии, период времени от призвания Иеремии к пророчеству до нашествия Навуходоносора: Опыт переложения. СПб., 1861;
- О религии: О религии естественной, о недостаточности её, об откровении и о христианской религии. СПб., 1862;
- Автобиография // ИВ. 1883. № 12. С. 556—564;
- Воин-христианин. СПб., 1889;
- О вере и жизни христианской. СПб., 1891;
- Благочестивые размышления о духовном состоянии сердца человеческого и о смерти праведного и грешника. М., 1904;
- Примеры благочестия из житий святых. СПб., 1914;
- Воскресный день. СПб., 1915.